# Ekeko

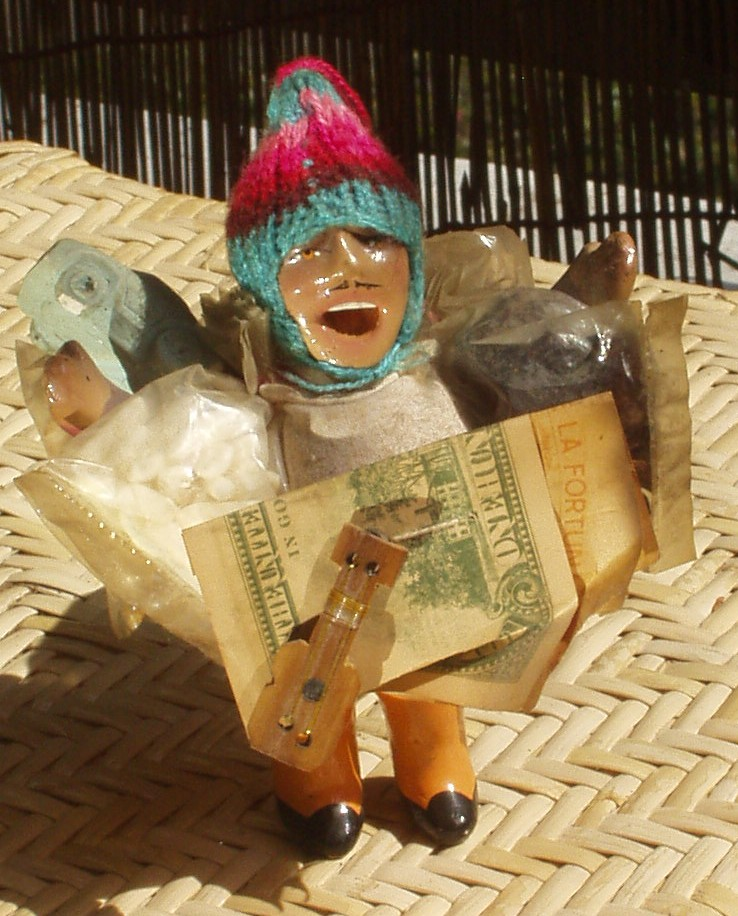
Ekeko.

Ekeko är en gud i Tiwanaku som härskar över välgång och välstånd enligt folksägen i högplatåområdet Altiplano i västra Sydamerika.
Ekeko brukar avbildas som en glad och kortväxt man med huvudbonad, som bär på mängder av saker och sedlar runt sin kropp. Han förekommer ofta som lyckobringande souvenir och sägs kunna få drömmar att gå i uppfyllelse om man behandlar honom rätt.

## Ekekos dag
Ekekos dag, välgångens och välståndets dag, firas med folkfest i La Paz i Bolivia den 24 januari varje år. Då beger sig människorna ut på gatumarknaderna för att konsumera och få varorna välsignade. I kyrkorna håller de katolska prästerna mässor inför många besökare.